# Грабовица (Деспотовац)
Грабовица је насеље у Србији у општини Деспотовац у Поморавском округу. Према попису из 2022. било је 547 становника.
Овде се налазе Запис дуд на Градиништу (Грабовица) и Запис Милића крушка (Грабовица).

## Порекло становништва
Подаци датирају из 1930. године)
Старо село било је где је данас Плажане. То цело место купили су Плажанци од спахије за пет ока масла. Грабовичани су морали одатле да се иселе и населили су ово место, које се дотле звало Лешје. Тада Грабовица није имала више од 15 кућа; међу овима била је само једна брвењача, а све остале биле су платаре покривене кровином. При пресељавању пренели су и име свога села. Село се дели на Горњи и Доњи Крај.
У Горњем су Крају:
- Срејићи (40 к., Петровдан), дошли из Плажана, а тамо са Косова.
- Топаловићи (5 к., Св. Стеван), дошли из старог врањског округа.
- Пецићи (20 к., Св. Арханђел), дошли из Плажана, а тамо из околине Врања
- Папићи (20 к., Св. Ђорђе и Ђурђевдан), дошли са Косова преко Плажане где су прво били.
- Миљковићи (75 к., Св. Никола), доселили се из старог врањског округа преко Плажана

У Доњем су Крају:
- Дојићи (30 к., Св. Јован), доселили се око 1770. године из Бањске код Вучитрна преко Плажана.

## Демографија
У насељу Грабовица живи 663 пунолетна становника, а просечна старост становништва износи 45,3 година (43,7 код мушкараца и 46,8 код жена). У насељу има 233 домаћинства, а просечан број чланова по домаћинству је 3,44.
Ово насеље је великим делом насељено Србима (према попису из 2002. године).
|  |

| Демографија | Демографија | Демографија |
| Година      | Становника  | Становника  |
| ----------- | ----------- | ----------- |
| 1948.       | 1.404       |             |
| 1953.       | 1.504       |             |
| 1961.       | 1.533       |             |
| 1971.       | 1.466       |             |
| 1981.       | 1.493       |             |
| 1991.       | 1.436       | 889         |
| 2002.       | 801         | 1.467       |

| Етнички састав према попису из 2002.‍ | Етнички састав према попису из 2002.‍ | Етнички састав према попису из 2002.‍ | Етнички састав према попису из 2002.‍ | Етнички састав према попису из 2002.‍ |
| ------------------------------------ | ------------------------------------ | ------------------------------------ | ------------------------------------ | ------------------------------------ |
|                                      |                                      |                                      |                                      |                                      |
| Срби                                 | Срби                                 |                                      | 798                                  | 99,62%                               |
| Румуни                               | Румуни                               |                                      | 3                                    | 0,37%                                |
| непознато                            | непознато                            |                                      | 0                                    | 0,0%                                 |

| Година пописа     | 1948. | 1953. | 1961. | 1971. | 1981. | 1991. | 2002. |
| ----------------- | ----- | ----- | ----- | ----- | ----- | ----- | ----- |
| Број домаћинстава | 284   | 288   | 332   | 327   | 308   | 292   | 233   |

| Број чланова      | 1  | 2  | 3  | 4  | 5  | 6  | 7  | 8 | 9 | 10 и више | Просек |
| ----------------- | -- | -- | -- | -- | -- | -- | -- | - | - | --------- | ------ |
| Број домаћинстава | 46 | 66 | 16 | 30 | 24 | 31 | 13 | 5 | 2 | 0         | 3,44   |

| Пол    | Укупно | Неожењен/Неудата | Ожењен/Удата | Удовац/Удовица | Разведен/Разведена | Непознато |
| ------ | ------ | ---------------- | ------------ | -------------- | ------------------ | --------- |
| Мушки  | 320    | 43               | 247          | 25             | 5                  | 0         |
| Женски | 359    | 31               | 254          | 61             | 13                 | 0         |
| УКУПНО | 679    | 74               | 501          | 86             | 18                 | 0         |

| Пол    | Укупно                    | Пољопривреда, лов и шумарство | Рибарство                            | Вађење руде и камена | Прерађивачка индустрија       |
| ------ | ------------------------- | ----------------------------- | ------------------------------------ | -------------------- | ----------------------------- |
| Мушки  | 151                       | 96                            | 0                                    | 7                    | 10                            |
| Женски | 105                       | 92                            | 0                                    | 0                    | 0                             |
| УКУПНО | 256                       | 188                           | 0                                    | 7                    | 10                            |
| Пол    | Производња и снабдевање   | Грађевинарство                | Трговина                             | Хотели и ресторани   | Саобраћај, складиштење и везе |
| Мушки  | 0                         | 4                             | 18                                   | 1                    | 8                             |
| Женски | 0                         | 1                             | 4                                    | 3                    | 0                             |
| УКУПНО | 0                         | 5                             | 22                                   | 4                    | 8                             |
| Пол    | Финансијско посредовање   | Некретнине                    | Државна управа и одбрана             | Образовање           | Здравствени и социјални рад   |
| Мушки  | 0                         | 1                             | 1                                    | 5                    | 0                             |
| Женски | 0                         | 1                             | 0                                    | 3                    | 1                             |
| УКУПНО | 0                         | 2                             | 1                                    | 8                    | 1                             |
| Пол    | Остале услужне активности | Приватна домаћинства          | Екстериторијалне организације и тела | Непознато            | Непознато                     |
| Мушки  | 0                         | 0                             | 0                                    | 0                    | 0                             |
| Женски | 0                         | 0                             | 0                                    | 0                    | 0                             |
| УКУПНО | 0                         | 0                             | 0                                    | 0                    | 0                             |